# Atletika na Letních olympijských hrách 2012 – 400 metrů překážek ženy
Běh na 400 metrů překážek žen na Letních olympijských hrách 2012 se uskutečnil od 5. do 8. srpna na Olympijském stadionu v Londýně.

## Rekordy
Před startem soutěže byly platné rekordy následující:
| Světový rekord           | Julija Pečonkinová (RUS) | 52,34 | Tula, Rusko      | 8. srpna 2003    |
| Olympijský rekord        | Melaine Walkerová (JAM)  | 52,64 | Peking, Čína     | 20. srpna 2008   |
| Nejlepší čas sezóny 2012 | Natalja Anťuchová (RUS)  | 53,40 | Čeboksary, Rusko | 4. července 2012 |

## Kalendář
Pozn. Všechny časy jsou v britském letním čase (UTC+1).
| Datum                 | Čas   | Kolo       |
| --------------------- | ----- | ---------- |
| Neděle 5. srpna 2012  | 19:00 | Rozběhy    |
| Pondělí 6. srpna 2012 | 20:15 | Semifinále |
| Středa 8. srpna 2012  | 20:45 | Finále     |

## Výsledky
- Q Přímý postup
- q Postup na čas
- DNS Nestartovala
- DNF Nedokončila
- DSQ Diskvalifikována

- PB osobní rekord
- SB nejlepší čas sezóny
- NR národní rekord
- CR kontinentální rekord
- OR olympijský rekord
- WR světový rekord

### Rozběhy
Z každého rozběhu do semifinále postoupily 4 nejlepší běžkyně (Q) a z ostatních čtyři s nejlepším časem (q).
| Poř. | Č. rozběhu | Běžkyně                     | Země                   | Čas               | Pozn. |
| ---- | ---------- | --------------------------- | ---------------------- | ----------------- | ----- |
| 1    | 2          | Natalja Anťuchová           | Rusko                  | 53,90             | Q     |
| 2    | 1          | Zuzana Hejnová              | Česko                  | 53,96             | Q, SB |
| 3    | 2          | Kaliese Spencerová          | Jamajka                | 54,02             | Q     |
| 4    | 4          | Georganne Molineová         | Spojené státy americké | 54,31             | Q, PB |
| 5    | 3          | Lashinda Demusová           | Spojené státy americké | 54,60             | Q     |
| 6    | 5          | Perri Shakes-Draytonová     | Velká Británie         | 54,62             | Q     |
| 7    | 1          | T'erea Brownová             | Spojené státy americké | 54,72             | Q, PB |
| 8    | 5          | Melaine Walkerová           | Jamajka                | 54,78             | Q     |
| 9    | 5          | Hanna Jaroščuková           | Ukrajina               | 54,81             | Q     |
| 10   | 2          | Muizat Ajoke Odumosu        | Nigérie                | 54,93             | Q     |
| 11   | 3          | Hanna Titimetsová           | Ukrajina               | 55,08             | Q     |
| 12   | 3          | Vera Barbosová              | Portugalsko            | 55,22             | Q, NR |
| 13   | 3          | Jelena Čurakovová           | Rusko                  | 55,26             | Q     |
| 14   | 3          | Denisa Rosolová             | Česko                  | 55,42             | q     |
| 15   | 2          | Anna Jesieńová              | Polsko                 | 55,44             | Q, SB |
| 16   | 4          | Nickiesha Wilsonová         | Jamajka                | 55,53             | Q     |
| 17   | 4          | Irina Davydovová            | Rusko                  | 55,55             | Q     |
| 18   | 5          | Hayat Lambarkiová           | Maroko                 | 55,58             | Q     |
| 19   | 5          | Satomi Kubokuraová          | Japonsko               | 55,85             | q, SB |
| 20   | 4          | Elodie Ouédraogová          | Belgie                 | 55,89             | Q     |
| 21   | 3          | Sara Petersenová            | Dánsko                 | 56,01             | q     |
| 22   | 1          | Eilidh Childová             | Velká Británie         | 56,14             | Q     |
| 23   | 2          | Lauren Bodenová             | Austrálie              | 56,27             | q     |
| 24   | 5          | Xiaoxiao Huangová           | Čína                   | 56,29             |       |
| 25   | 1          | Sarah Wellsová              | Kanada                 | 56,47             | Q     |
| 26   | 4          | Angela Moroșanuová          | Rumunsko               | 56,64             |       |
| 27   | 4          | Sharolyn Scottová           | Kostarika              | 57,03             |       |
| 28   | 5          | Déborah Rodríguezová        | Uruguay                | 57,04             | NR    |
| 29   | 5          | Jailma de Limaová           | Brazílie               | 57,05             |       |
| 30   | 5          | Christine Sonali Merrillová | Srí Lanka              | 57,15             | SB    |
| 31   | 4          | Janeil Bellilleová          | Trinidad a Tobago      | 57,27             |       |
| 32   | 3          | Lucy Jaramillová            | Ekvádor                | 57,74             |       |
| 33   | 1          | Eglė Staišiūnaitėová        | Litva                  | 57,79             |       |
| 34   | 2          | Natalija Asanová            | Uzbekistán             | 58,05             |       |
| 35   | 2          | Ghofrane Mohamedová         | Sýrie                  | 58,09             |       |
| 36   | 4          | Nikolina Horvatová          | Chorvatsko             | 58,49             |       |
| 37   | 1          | Taťjana Azarová             | Kazachstán             | 58,53             |       |
| 38   | 3          | Princesa Oliverosová        | Kolumbie               | 58,95             |       |
| 39   | 2          | Noraseela Mohd Khalidová    | Malajsie               | 1:00,16           |       |
| 40   | 1          | Maureen Jelagat Maiyová     | Keňa                   | 1:02,16           |       |
| –    | 4          | Nagihan Karadereová         | Turecko                | DSQ               |       |
| –    | 2          | Raasin McIntoshová          | Libérie                | DSQ               |       |
| –    | 1          | Vania Stambolová            | Bulharsko              | DiskvalifikaceDNF |       |

### Semifinále
Z každého semifinálového běhu do finále postoupily 2 nejlepší běžkyně (Q) a z ostatních dvě s nejlepším časem (q).
| Poř. | Č. běhu | Běžkyně                 | Země                   | Čas   | Pozn. |
| ---- | ------- | ----------------------- | ---------------------- | ----- | ----- |
| 1    | 1       | Natalja Anťuchová       | Rusko                  | 53,33 | Q, SB |
| 2    | 1       | Zuzana Hejnová          | Česko                  | 53,62 | Q, SB |
| 3    | 2       | Lashinda Demusová       | Spojené státy americké | 54,08 | Q     |
| 4    | 2       | Kaliese Spencerová      | Jamajka                | 54,20 | Q     |
| 5    | 1       | T'erea Brownová         | Spojené státy americké | 54,21 | q, PB |
| 6    | 3       | Muizat Ajoke Odumosuová | Nigérie                | 54,40 | Q, NR |
| 7    | 3       | Georganne Molineová     | Spojené státy americké | 54,74 | Q     |
| 8    | 3       | Denisa Rosolová         | Česko                  | 54,87 | q     |
| 9    | 3       | Hanna Titimetsová       | Ukrajina               | 55,10 |       |
| 10   | 2       | Perri Shakes-Draytonová | Velká Británie         | 55,19 |       |
| 11   | 1       | Elodie Ouedraogová      | Belgie                 | 55,20 | PB    |
| 12   | 2       | Hanna Jaroščuková       | Ukrajina               | 55,51 |       |
| 13   | 3       | Jelena Čurakovová       | Rusko                  | 55,70 |       |
| 14   | 3       | Melaine Walkerová       | Jamajka                | 55,74 |       |
| 15   | 1       | Nickiesha Wilsonová     | Jamajka                | 55,77 |       |
| 16   | 2       | Irina Davydová          | Rusko                  | 55,86 |       |
| 17   | 3       | Eilidh Childová         | Velká Británie         | 56,03 |       |
| 18   | 1       | Hayat Lambarkiová       | Maroko                 | 56,18 |       |
| 19   | 2       | Sara Petersenová        | Dánsko                 | 56,21 |       |
| 20   | 3       | Satomi Kubokuraová      | Japonsko               | 56,25 |       |
| 21   | 1       | Vera Barbosaová         | Portugalsko            | 56,27 |       |
| 22   | 2       | Anna Jesieńová          | Polsko                 | 56,28 |       |
| 23   | 1       | Lauren Bodenová         | Austrálie              | 56,66 |       |
| 24   | 2       | Sarah Wellsová          | Kanada                 | 56,71 |       |

### Finále
| Poř.             | Dráha | Běžkyně                 | Země                   | Čas   | Pozn. |
| ---------------- | ----- | ----------------------- | ---------------------- | ----- | ----- |
| Zlatá medaile    | 5     | Natalja Anťuchová       | Rusko                  | 52,70 | PB    |
| Stříbrná medaile | 7     | Lashinda Demusová       | Spojené státy americké | 52,77 | SB    |
| Bronzová medaile | 4     | Zuzana Hejnová          | Česko                  | 53,38 | SB    |
| 4                | 9     | Kaliese Spencerová      | Jamajka                | 53,66 | SB    |
| 5                | 8     | Georganne Molineová     | Spojené státy americké | 53,92 | PB    |
| 6                | 2     | T'erea Brownová         | Spojené státy americké | 55,07 |       |
| 7                | 3     | Denisa Rosolová         | Česko                  | 55,27 |       |
| 8                | 6     | Muizat Ajoke Odumosuová | Nigérie                | 55,31 |       |